# Автошлях Т 1725
Автошля́х Т-1725 (Гадяч-Миргород)— автомобільний шлях територіального значення у Полтавській області. Проходить територією Гадяцького та Миргородського районів через Зуївці, Комишню; Гадяч — Миргород. Загальна довжина — 59,3 км.

## Маршрут
Автошлях проходить через такі населені пункти:
| Автошлях Т 1725     |                    |
| Полтавська область  |                    |
| Гадяцький район     |                    |
| Гадяч               | Т 1705Т 1706Т 1904 |
| Червоний Кут        |                    |
| Сари                |                    |
| Саранчова Долина    |                    |
| Рашівка             | Т 1726             |
| Миргородський район |                    |
| Зуївці              |                    |
| Комишня             | Т 1724             |
| Велика Грем'яча     |                    |
| Попівка             |                    |
| Миргород            | Р42                |